# Rob Schneider

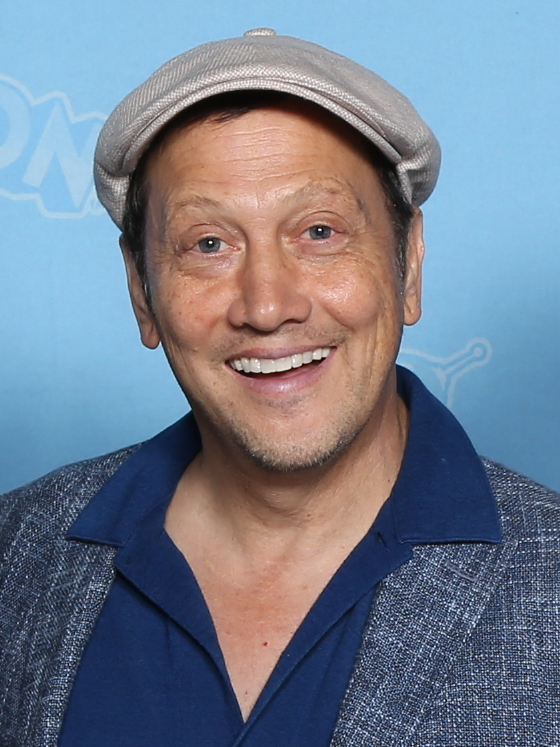
Rob Schneider (2019)

Robert Michael „Rob“ Schneider (* 31. Oktober 1963 in San Francisco) ist ein US-amerikanischer Schauspieler, Drehbuchautor und Regisseur.

## Leben
Schneider ist Sohn eines Immobilienhändlers und einer von den Philippinen stammenden Mutter. Er wuchs in Pacifica in der Nähe von San Francisco auf, wo er die Terra Nova High School besuchte. Schneider war in den Jahren 1988 bis 1990 mit dem früheren Model London King verheiratet. Aus dieser Ehe entstammt die Sängerin Elle King. In den Jahren 1990 bis 1994 spielte er in der Fernsehshow Saturday Night Live, von 1989 bis 1992 schrieb er auch die Drehbücher für die Sendung. In den Jahren 1990 bis 1992 wurde er für seine Drehbücher für den Emmy nominiert.
In Kevin – Allein in New York (1992) ist Schneider in einer Nebenrolle als Hotelpage Cedrik im Hotel The Plaza zu sehen, dabei stand er mit Tim Curry und Macaulay Culkin vor der Kamera. In der Filmkomödie Die Beverly Hillbillies sind los! (1993) spielte er neben Erika Eleniak und Lily Tomlin mit. Im gleichen Jahr sah man ihn als Polizist Erwin an der Seite von Sylvester Stallone in Demolition Man. Zwei Jahre später stand er für den Film Judge Dredd, abermals neben Sylvester Stallone und Jürgen Prochnow, in einer Nebenrolle vor der Kamera. Eine größere Rolle spielte er neben Kelsey Grammer, Harry Dean Stanton und Bruce Dern in der Komödie Mission: Rohr frei! (1996). Es folgten die Hauptrollen in den Filmen Rent a Man – Ein Mann für gewisse Sekunden (1999) und Hot Chick – Verrückte Hühner (2002), für die Schneider ebenfalls die Drehbücher schrieb.
In so gut wie allen Filmen von Rob Schneider kommt der Schauspieler Adam Sandler in Cameo-Auftritten vor, meist in sehr kleinen Nebenrollen, in denen er ein paar Sätze sagt, zum Beispiel in Animal – Das Tier im Manne als Mitglied des Pöbels, der am Ende des Filmes versucht, Rob Schneider zu lynchen, oder in Hot Chick – Verrückte Hühner als Trommelspieler bei der Wahrsagerin. Ebenso erhielt Rob Schneider zahlreiche Nebenrollen in den Filmen von Adam Sandler. Zum Beispiel in Big Daddy als Pizzabote, in 50 erste Dates als familienreicher hawaiischer Freund, in Spiel ohne Regeln als Häftling im Publikum; als asiatischer Priester vermählte er Chuck (Adam Sandler) und Larry (Kevin James) in der Komödie Chuck und Larry – Wie Feuer und Flamme (2007). Im Jahr 2010 stand er, neben Adam Sandler und Kevin James, auch mit den Schauspielkollegen Chris Rock, David Spade und Salma Hayek in der Komödie Kindsköpfe vor der Kamera.
Am 4. März 2006 erhielt er die Goldene Himbeere als schlechtester Schauspieler für seine Darbietung in dem Film Deuce Bigalow: European Gigolo. Für den Negativpreis war er auch weitere Male nominiert.
Von September bis Oktober 2021 nahm Schneider als Hamster an der sechsten Staffel der US-amerikanischen Version von The Masked Singer teil, in der er den zehnten von insgesamt 16 Plätzen belegte.
Schneider konvertierte 2023 zum Katholizismus.

## Filmografie
- 1989: 227 (Fernsehserie)
- 1990: Martians Go Home – Die ausgeflippten Außerirdischen
- 1990–1991: Coach (Fernsehserie)
- 1991: Armadillo Bears – Ein total chaotischer Haufen (Necessary Roughness)
- 1992: Kevin – Allein in New York (Home Alone 2: Lost in New York)
- 1993: Surf Ninjas
- 1993: Demolition Man
- 1993: Die Beverly Hillbillies sind los! (The Beverly Hillbillies)
- 1990–1994: Saturday Night Live (Fernsehserie)
- 1995: Judge Dredd
- 1996: Mission: Rohr frei! (Down Periscope)
- 1996: Seinfeld (Fernsehserie)
- 1996: Die Legende von Pinocchio (The Adventures of Pinocchio)
- 1997: A Fork in the Tale
- 1997: Sammy the Screenplay (Kurzfilm)
- 1996–1997: Der Mann an sich… (Men Behaving Badly, Fernsehserie)
- 1998: Knock Off
- 1998: Susan’s Plan
- 1998: Waterboy – Der Typ mit dem Wasserschaden (The Waterboy)
- 1998: Ally McBeal (Fernsehserie)
- 1999: Big Daddy
- 1999: Muppets aus dem All (Muppets from Space)
- 1999: Rent a Man – Ein Mann für gewisse Sekunden (Deuce Bigalow: Male Gigolo)
- 2000: Little Nicky – Satan Junior (Little Nicky)
- 2001: The Mummy Parody (Kurzfilm)
- 2001: Animal – Das Tier im Manne (The Animal)
- 2002: Mr. Deeds
- 2002: Adam Sandlers acht verrückte Nächte (Eight Crazy Nights)
- 2002: Hot Chick – Verrückte Hühner (The Hot Chick)
- 2004: 50 erste Dates (50 First Dates)
- 2004: In 80 Tagen um die Welt (Around the World in 80 Days)
- 2005: Spiel ohne Regeln (The Longest Yard)
- 2005: Back to Norm (Kurzfilm)
- 2005: Deuce Bigalow: European Gigolo
- 2006: Happy Fish – Hai-Alarm und frische Fische (Shark Bait, Stimme)
- 2006: Grandma’s Boy
- 2006: Die Bankdrücker (The Benchwarmers)
- 2006: Klick (Click)
- 2006: Little Man
- 2007: American Crude
- 2007: Juliana and the Medicine Fish
- 2007: Chuck und Larry – Wie Feuer und Flamme (I Now Pronounce You Chuck & Larry)
- 2007: The Tonight Show with Jay Leno (Fernsehserie)
- 2007: Big Stan
- 2008: Leg dich nicht mit Zohan an (You Don’t Mess With The Zohan)
- 2008: Bedtime Stories
- 2009: American Virgin
- 2009: Wilde Kirschen – The Power Of The Pussy (Wild Cherry)
- 2009: Wie das Leben so spielt (Funny People)
- 2010: Kindsköpfe (Grown Ups)
- 2011: Küssen verboten! – Honeymoon mit Hindernissen (You May Not Kiss The Bride)
- 2012: Rob (Fernsehserie)
- 2012: Dino Time
- 2012: Outback – Jetzt wird’s richtig wild! (The Outback, Stimme)
- 2012: Jets – Helden der Lüfte (Ot vinta 3D, Stimme)
- 2013: InAPPropriate Comedy
- 2015: The Ridiculous Six (Netflix)
- 2015–2017: Real Rob (Fernsehserie)
- 2016: Norm – König der Arktis (Norm of the North, Stimme)
- 2017: Sandy Wexler (Netflix)
- 2020: The Wrong Missy (Netflix)
- 2020: Hubie Halloween (Netflix)
- 2022: Home Team (Netflix)
- 2023: Chip Chilla (Fernsehserie für Bentkey)
- 2023: Leo (Stimme)
- 2024: Dead Wrong
- 2025: Happy Gilmore 2

## Auszeichnungen
Emmy
- 1990: Nominierung in der Kategorie Bestes Drehbuch einer Comedyserie für Saturday Night Live
- 1991: Nominierung in der Kategorie Bestes Drehbuch einer Comedyserie für Saturday Night Live
- 1992: Nominierung in der Kategorie Bestes Drehbuch einer Comedyserie für Saturday Night Live

Goldene Himbeere
- 2000: Nominierung in der Kategorie Schlechtester Nebendarsteller für Big Daddy
- 2006: Schlechtester Schauspieler für Deuce Bigalow: European Gigolo
- 2006: Nominierung in der Kategorie Schlechteste Filmpaarung (gemeinsam mit seinen Windeln) für Deuce Bigalow: European Gigolo
- 2006: Nominierung in der Kategorie Schlechtestes Drehbuch für Deuce Bigalow: European Gigolo
- 2007: Nominierung in der Kategorie Schlechtester Schauspieler für Die Bankdrücker und Little Man
- 2008: Nominierung in der Kategorie Schlechtester Nebendarsteller für Chuck und Larry – Wie Feuer und Flamme
- 2010: Nominierung in der Kategorie Schlechtester Schauspieler des Jahrzehnts
- 2011: Nominierung in der Kategorie Schlechtester Nebendarsteller für Kindsköpfe